# Per Nørhaven
Per Nørhaven (født 11. september 1945) er en dansk bogtrykker, der er uddannet ved Den Grafiske Højskole i København og administrerende direktør i trykkerikoncernen Nørhaven A/S i Viborg.
Nørhaven A/S blev grundlagt af Per Nørhaven og hans far i 1971. Selskabet beskæftiger (2005) ca. 1.000 medarbejdere i Danmark, Norge og Sverige. I december 2005 afnoteredes koncernen fra Københavns Fondsbørs efter at have tilbudt de øvrige aktionærer overkurs for deres aktier. Per Nørhaven kontrollerede da 77 procent af aktierne.